# Mitostemma glaziovii
Mitostemma glaziovii är en passionsblomsväxtart som beskrevs av Maxwell Tylden Masters. Mitostemma glaziovii ingår i släktet Mitostemma och familjen passionsblomsväxter. Inga underarter finns listade i Catalogue of Life.